# Marvin Thomson
Marvin George Thomson (* 26. Januar 1923 in Chicago; † 17. April 1967 in Des Plaines) war ein US-amerikanischer Radrennfahrer und nationaler Meister im Radsport.

## Sportliche Laufbahn
Thomson war im Bahnradsport und im Straßenradsport aktiv. 1948 war er Teilnehmer der Olympischen Sommerspiele in London. Mit Al Stiller als Partner bestritt er das Tandemrennen. Beide wurden auf dem 5. Rang klassiert.
1941 gewann er die nationale Meisterschaft im Straßenrennen der Amateure.